# Pterogonium
Pterogonium là một chi rêu trong họ Leucodontaceae.